# Нуэсес (округ)
Округ Нуэсес (англ. Nueces county) — округ штата Техас Соединённых Штатов Америки. На 2000 год в нем проживало 313 534 человек. По оценке бюро переписи населения США в 2009 году население округа составляло 323 046 человек. Окружным центром является город Корпус-Кристи.

## История
Округ Нуэсес был сформирован в 1846 году. Он был назван по названию реки Нуэсес (исп. nueces — орехи).

## География
По данным бюро переписи населения США площадь округа Нолан составляет 3021 км², из которых 2265 км² — суша, а 856 км² — водная поверхность (28,34 %).

### Основные шоссе
- Федеральная автострада 37
- Шоссе 77
- Шоссе 181
- Автострада 44

### Соседние округа
- Сан-Патришио  (север)
- Мексиканский залив  (восток)
- Клеберг  (юг)
- Джим-Уэлс  (запад)